# Comitán de Domínguez
Comitán de Domínguez ist eine Großstadt mit ca. 115.000 Einwohnern und Hauptort der gleichnamigen Gemeinde (municipio) mit ca. 180.000 Einwohnern im mexikanischen Bundesstaat Chiapas. Wegen ihres historischen Zentrums ist die Stadt seit 2012 als Pueblo Mágico eingestuft.

## Lage und Klima
Die Stadt Comitán de Domínguez liegt im Bergland von Chiapas in einer mittleren Höhe von ca. 1635 m. Bis zur nordwestlich gelegenen Stadt Tuxtla Gutiérrez, der Hauptstadt des Bundesstaates, sind es ca. 145 km (Fahrtstrecke); die Grenze zu Guatemala bei La Mesia befindet sich ca. 85 km in südlicher Richtung. Das Klima ist trotz der Höhenlage tropisch schwül bis heiß; Regen (ca. 980 mm/Jahr) fällt hauptsächlich im Sommerhalbjahr.

## Bevölkerungsentwicklung
| Jahr      | 1950   | 1970   | 2000   | 2005   | 2010   |
| Einwohner | 23.054 | 39.006 | 70.311 | 83.571 | 97.537 |

Die zumeist maya-stämmige Bevölkerung der Stadt ist in den letzten Jahrzehnten aufgrund von Zuwanderung signifikant gewachsen.

## Wirtschaft
Die Einwohner lebten jahrhundertelang als Selbstversorger von den Erträgen ihrer Maisfelder (milpas), in welchen oft auch Kürbisse angebaut wurden; in den kleinen Hausgärten gediehen Bohnen, Zwiebeln und anderes Gemüse. Allmählich jedoch wurden die Lebensmittel von den Dörflern der Umgebung herbeigeschafft und auf den Straßenmärkten verkauft. Mit zunehmender Verbesserung der Infrastruktur, die Stadt liegt an der Panamericana, entstanden im 20. Jahrhundert Einrichtungen der Verwaltung sowie des Gesundheits- und Bildungswesens.

## Geschichte
In vorspanischer Zeit lebten in der Gegend nur wenige Menschen in den für die Maya typischen Streusiedlungen; um das Jahr 1482 geriet die Region unter aztekischen Einfluss. Eine erste spanische Siedlung entstand ab dem Jahr 1528 unter dem spanischen Conquistador Pedro de Portocarrero, einem Kampfgefährten Pedro de Alvarados, an der Stelle einer älteren Indianersiedlung. Im Jahr 1556 wurde der Ort von Dominikanermönchen an seine heutige Stelle verlegt; Ende des Jahrhunderts entstand eine erste steinerne Kirche, die schnell zum Zentrum des Ortes wurde, der im Jahr 1625 den Namen Santo Domingo de Comitán erhielt. Im Jahr 1813 erhielt der Ort die Stadtrechte und wurde in Ciudad de Santa María de Comitán umbenannt.

## Sehenswürdigkeiten
- Vom einstigen kolonialen Flair zeugt nur noch das Stadtzentrum mit seinen historischen Bauten.
- Die Kirche Santo Domingo aus dem späten 16. Jahrhundert verfügt noch über eine zum Hauptplatz (Parque Central) hin orientierte Capilla abierta.
- Die barock wirkende Fassade der Iglesia de San Caralampio täuscht; der Bau entstammt der zweiten Hälfte des 19. Jahrhunderts und entstand zu Ehren des im Volk verehrten hl. Caralampius, einem ansonsten in der christlichen Welt eher unbekannten Märtyrer des 2. Jahrhunderts.[5]
- Die zweitürmige, in neogotischem Stil errichtete Kirche San José stammt aus dem frühen 20. Jahrhundert; das Kirchenschiff wird von einer Holzbalkendecke überspannt.[6]
- Das Teatro Junchavin stammt ebenfalls aus dem beginnenden 20. Jahrhundert.
- Das Museo Arqueológico wurde im Jahr 1993 eingeweiht; es zeigt regionale Funde aus präspanischer Zeit.[7]

## Persönlichkeiten
- Jorge de la Vega Domínguez (* 1931), Politiker